# 窄翅波灰蝶
窄翅波灰蝶（學名：Prosotas gracilis），是一種屬於灰蝶科的蝴蝶。本種由尤利烏斯·勒伯爾（Julius Röber）於1886年描述。分布於東洋界。

## 分佈
窄翅波灰蝶在印度、澳洲、太平洋地區雖分布廣泛卻很罕見。
台灣發現個體出現於蘭嶼，可能是從菲律賓飛來，也有可能原本就棲息於此，只是因為住在樹冠層而難以被發現。

## 亞種
- Prosotas gracilis gracilis（摩鹿加群島）
- Prosotas gracilis donina (Snellen, 1901)（爪哇）
- Prosotas gracilis ni (de Nicéville, 1902)（蘇門答臘、爪哇、馬來半島）[2]
- Prosotas gracilis saturatior (Rothschild, 1915)（火山島）